# Station Soest Zuid
Station Soest Zuid, voorheen Nieuwe Weg, is een spoorwegstation in de Nederlandse gemeente Soest. Het station ligt aan de enkelsporige spoorlijn Den Dolder - Baarn. Het perron ligt bovenaan de spoordijk, onderaan is ook een busstation. Op 27 juni 1898 werd de stopplaats met de naam Nieuwe Weg geopend, later opgewaardeerd tot halte. In 1924 werd de halte voorzien van een wachtruimte. Per 8 oktober 1939 werd de naam gewijzigd in Soest Zuid. Op 5 juni 1963 werd een nieuw stationsgebouw geopend waarbij het perron ongeveer 200 meter werd verplaatst.

## Treinen
Het station wordt in de dienstregeling 2025 bediend door de volgende treinserie:
| Serie | Treinsoort    | Route                                              | Bijzonderheden                                |
| ----- | ------------- | -------------------------------------------------- | --------------------------------------------- |
| 5500  | Sprinter (NS) | Utrecht Centraal – Den Dolder – Soest Zuid – Baarn | Rijdt 's avonds en in het weekend 1x per uur. |

## Overig openbaar vervoer
Naast station Soest Zuid bevindt zich een bushalte, waarvandaan een stadsbus en enkele streekbussen vertrekken. Het openbaar vervoer in de omgeving van Soest valt onder de concessie Provincie Utrecht en wordt uitgevoerd door Syntus Utrecht in opdracht van de provincie Utrecht. De volgende lijnen doen station Soest Zuid aan:
| Lijn | Route | Vervoerder     |
| ---- | --- | -------------- |
| 70   | Amersfoort - Station Soest Zuid - Soest Overhees - Soestdijk Noord - Hooge Vuursche - Hilversum                               | Syntus Utrecht |
| 74   | Station Soest Zuid - Smitsveen - Station Soestdijk - Soestdijk Noord                                                          | Syntus Utrecht |
| 272  | Baarn - Soestdijk Noord - Soest Smitsveen - Station Soest Zuid - Soesterberg-West - Utrecht Science Park - Utrecht Rijnsweerd | Syntus Utrecht |
| 452  | Utrecht Centraal Station → Utrecht Science Park → Zeist → Huis ter Heide → Soesterberg → Station Soest Zuid → Soest           | U-OV (Qbuzz)   |
| 573  | Amersfoort Meander MC - Station Soest Zuid - Soestdijk Noord - Baarn - Eemnes                                                 | Syntus Utrecht |
| 575  | Soest Raadhuisplein - Station Soest Zuid - Soestduinen - Soesterberg - Zeist - Driebergen-Rijsenburg                          | Syntus Utrecht |
| N70  | Amersfoort Eemplein - Amersfoort Centraal Station - Soest Station Zuid - Soest Overhees - Soestdijk Noord - Baarn             | Syntus Utrecht |

## Ontwikkeling aantal reizigers
Het aantal door NS vervoerde reizigers (per gemiddelde werkdag) ontwikkelde zich sedert 2019 als volgt:
| Jaar | Aantal reizigers |
| ---- | ---------------- |
| 2019 | 2.064            |
| 2020 | 935              |
| 2021 | 1.003            |
| 2022 | 1.444            |
| 2023 | 1.616            |
| 2024 | 1.694            |

## Afbeeldingen

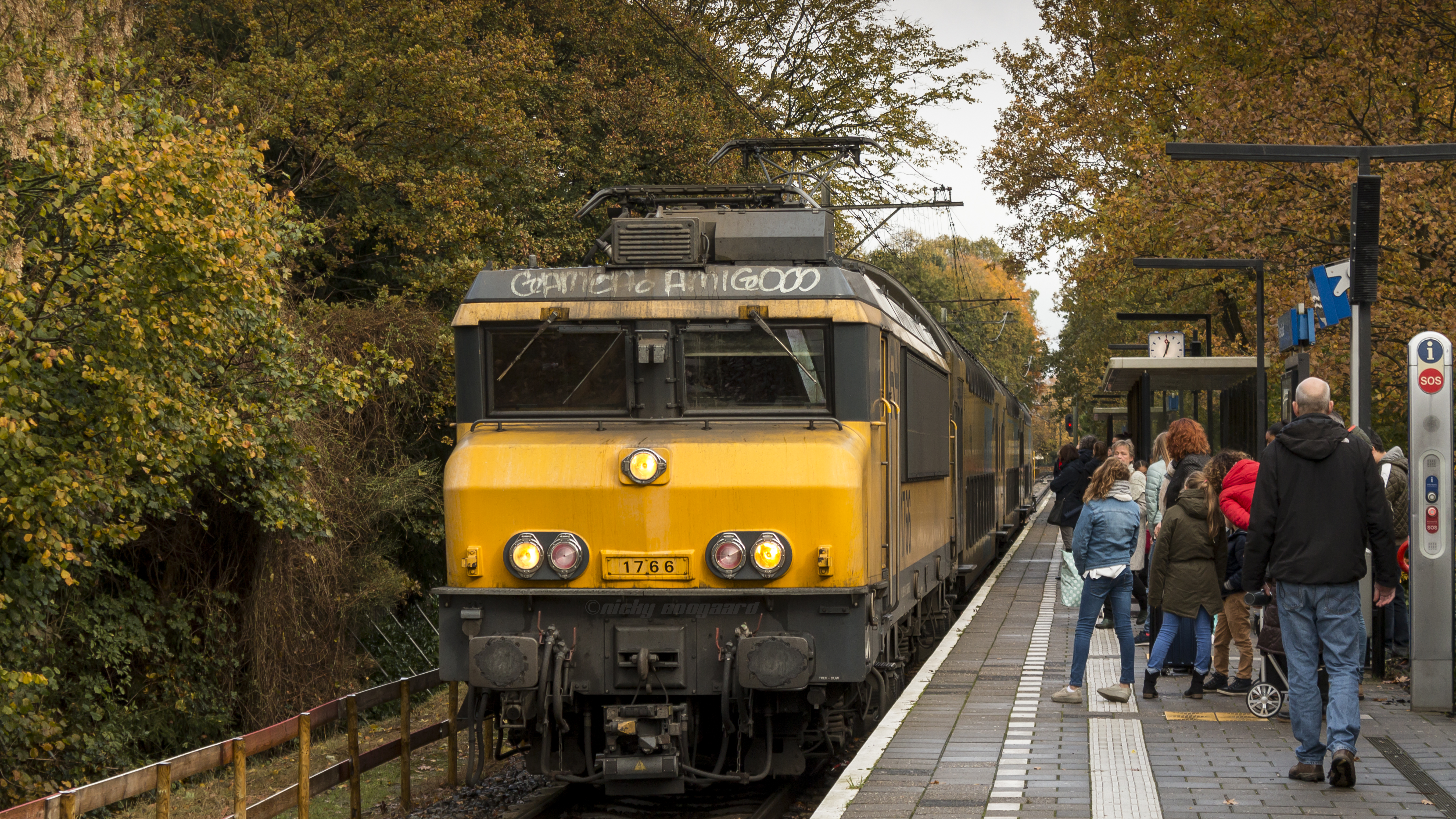
DDAR op het station
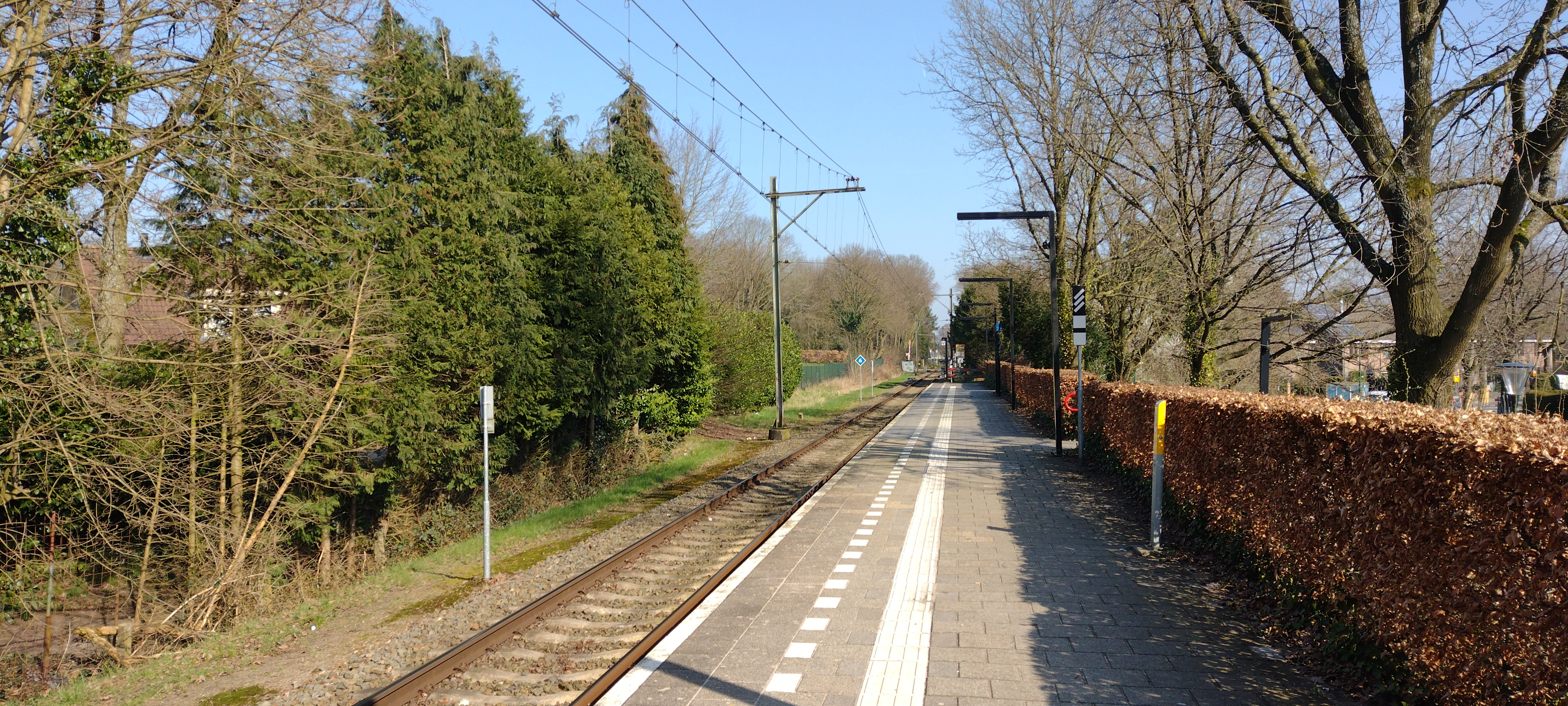
Het perron
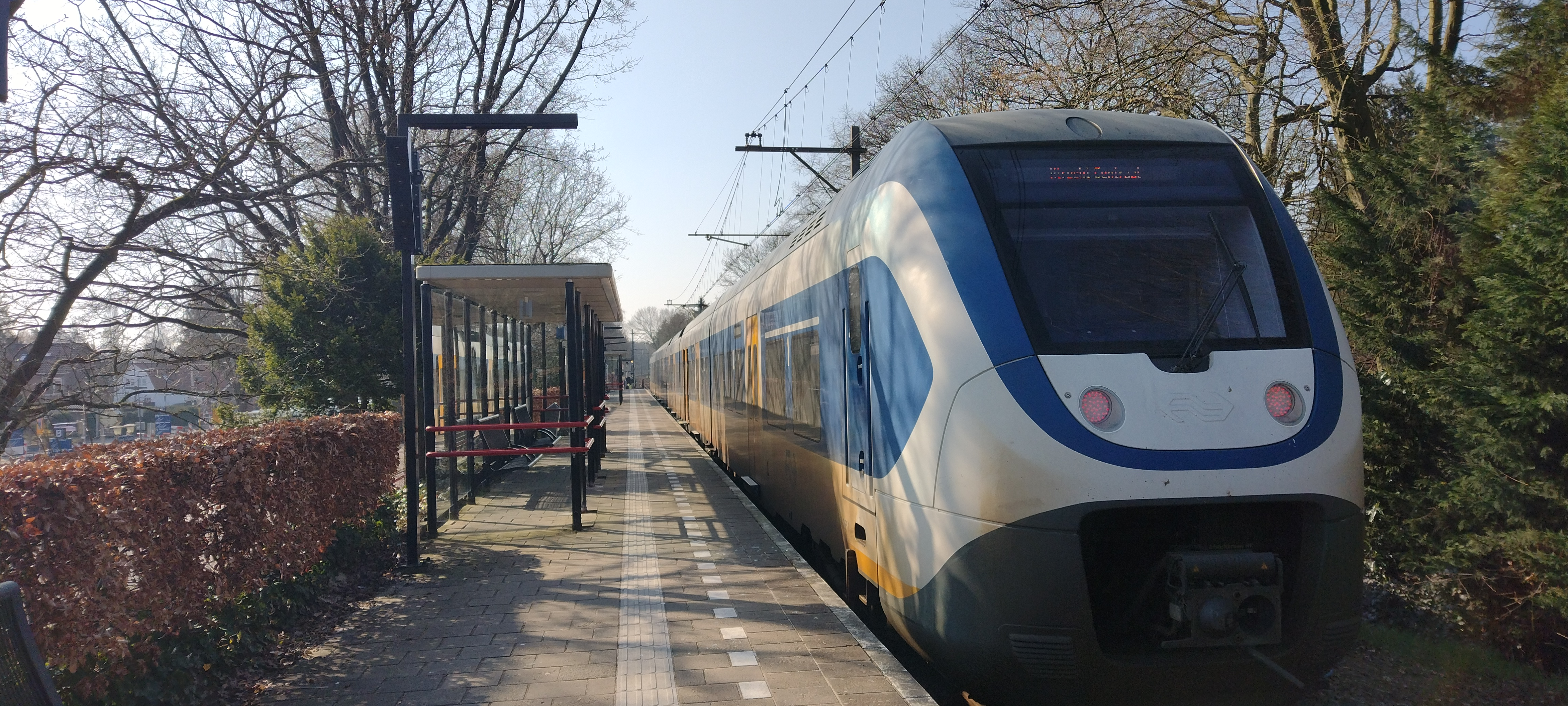
Sprinter op het station
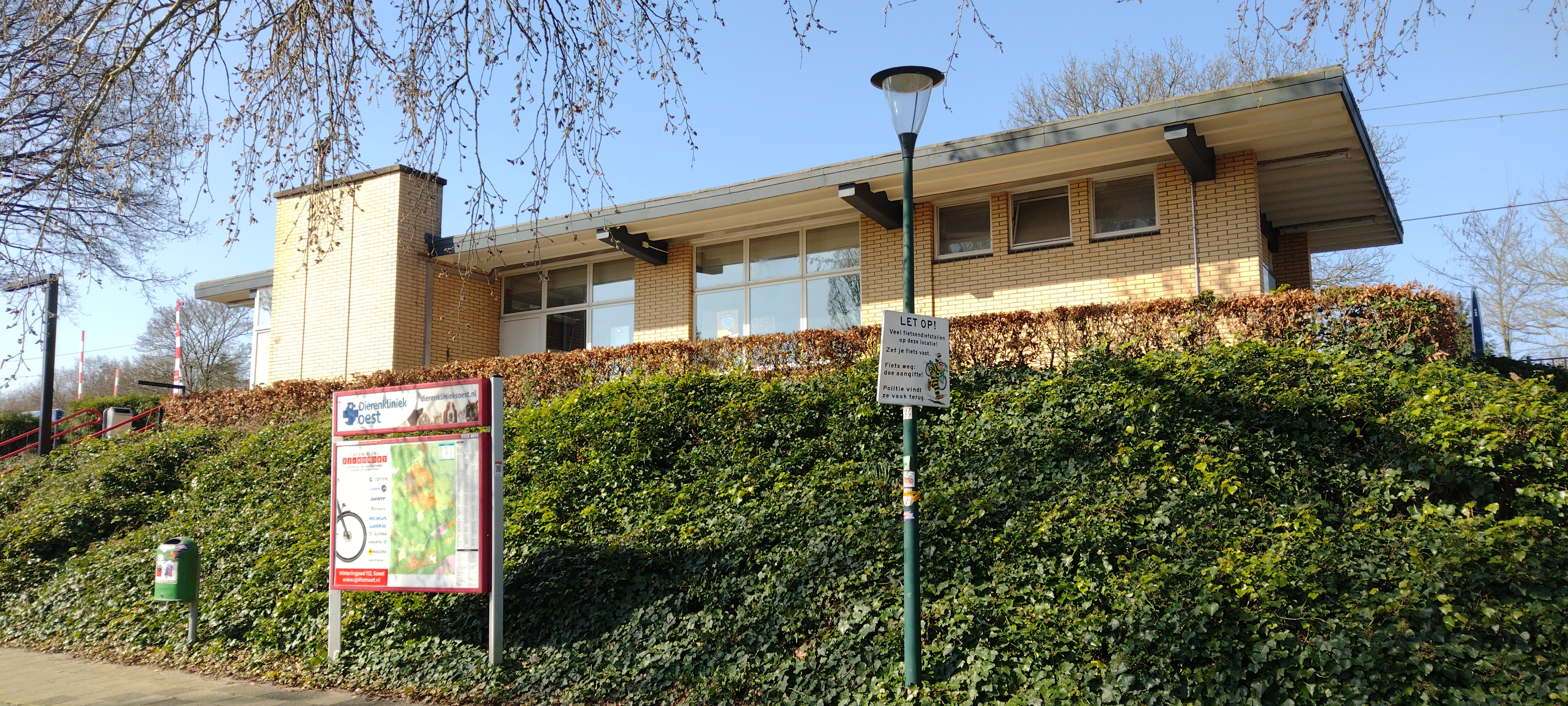
Stationsgebouw